# NASCAR Grand National Series 1959
De NASCAR Grand National Series 1959 was het elfde seizoen van het belangrijkste NASCAR kampioenschap dat in de Verenigde Staten gehouden wordt. Het seizoen startte op 9 november 1958 in Fayetteville en eindigde op 25 oktober 1959 in Concord. Lee Petty won het kampioenschap voor de derde en laatste keer in zijn carrière. Zijn zoon Richard Petty won de trofee rookie of the year. Het was het debuutjaar voor de Daytona 500.

## Races
Top drie resultaten.
| '  | Datum  | Race                       | Circuit                         | Winnaar          | Tweede           | Derde            |
| 1  | 9-nov  | Race 1                     | Champion Speedway1              | Bob Welborn      | Glen Wood        | Buck Baker       |
| 2  | 20-feb | Daytona 500 Qualifier      | Daytona International Speedway  | Bob Welborn      | Fritz Wilson     | Tom Pistone      |
| 3  | 22-feb | Daytona 500                | Daytona International Speedway  | Lee Petty        | Johnny Beauchamp | Charley Griffith |
| 4  | 1-mrt  | Race 4                     | Occoneechee Speedway            | Curtis Turner    | Tom Pistone      | Bob Welborn      |
| 5  | 8-mrt  | Race 5                     | Concord Speedway2               | Curtis Turner    | Cotton Owens     | Lee Petty        |
| 6  | 22-mrt | Race 6                     | Lakewood Speedway3              | Johnny Beauchamp | Buck Baker       | Tom Pistone      |
| 7  | 29-mrt | Race 7                     | Wilson Speedway4                | Junior Johnson   | Curtis Turner    | Richard Petty    |
| 8  | 30-mrt | Race 8                     | Bowman Gray Stadium             | Jim Reed         | Lee Petty        | Rex White        |
| 9  | 4-apr  | Race 9                     | Columbia Speedway               | Jack Smith       | Ned Jarrett      | Lee Petty        |
| 10 | 5-apr  | Gwyn Staley 160            | North Wilkesboro Speedway       | Lee Petty        | Jack Smith       | Cotton Owens     |
| 11 | 26-apr | Race 11                    | Reading Fairgrounds5            | Junior Johnson   | Speedy Thompson  | Tom Pistone      |
| 12 | 2-mei  | Hickory 250                | Hickory Motor Speedway          | Junior Johnson   | Joe Weatherly    | Lee Petty        |
| 13 | 3-mei  | Virginia 500               | Martinsville Speedway           | Lee Petty        | Johnny Beauchamp | Junior Johnson   |
| 14 | 17-mei | Race 14                    | Trenton Speedway                | Tom Pistone      | Cotton Owens     | Lee Petty        |
| 15 | 22-mei | Race 15                    | Southern States Fairgrounds     | Lee Petty        | Tiny Lund        | Cotton Owens     |
| 16 | 24-mei | Music City 200             | Music City Motorplex            | Rex White        | Junior Johnson   | Tommy Irwin      |
| 17 | 30-mei | Race 17                    | Ascot Stadium6                  | Parnelli Jones   | Lloyd Dane       | Marvin Porter    |
| 18 | 5-jun  | Race 18                    | Piedmont Interstate Fairgrounds | Jack Smith       | Joe Eubanks      | Junior Johnson   |
| 19 | 13-jun | Race 19                    | Greenville-Pickens Speedway     | Junior Johnson   | Roy Tyner        | Lee Petty        |
| 20 | 14-jun | Race 20                    | Lakewood Speedway3              | Lee Petty        | Richard Petty    | Buck Baker       |
| 21 | 18-jun | Race 21                    | Columbia Speedway               | Lee Petty        | Tommy Irwin      | Buck Baker       |
| 22 | 20-jun | Race 22                    | Wilson Speedway4                | Junior Johnson   | Tom Pistone      | Glen Wood        |
| 23 | 21-jun | Richmond 200               | Richmond International Raceway  | Tom Pistone      | Glen Wood        | Buck Baker       |
| 24 | 27-jun | Race 24                    | Bowman Gray Stadium             | Rex White        | Ken Rush         | Bob Welborn      |
| 25 | 28-jun | Race 25                    | Asheville-Weaverville Speedway  | Rex White        | Lee Petty        | Junior Johnson   |
| 26 | 4-jul  | Firecracker 250            | Daytona International Speedway  | Fireball Roberts | Joe Weatherly    | Johnny Allen     |
| 27 | 21-jul | Race 27                    | Heidelberg Raceway7             | Jim Reed         | Rex White        | Lee Petty        |
| 28 | 26-jul | Race 28                    | Southern States Fairgrounds     | Jack Smith       | Bob Welborn      | Buck Baker       |
| 29 | 1-aug  | Race 29                    | Rambi Raceway8                  | Ned Jarrett      | Jim Paschal      | Tommy Irwin      |
| 30 | 2-aug  | Race 30                    | Southern States Fairgrounds     | Ned Jarrett      | Jim Paschal      | Bob Welborn      |
| 31 | 9-aug  | Nashville 300              | Music City Motorplex            | Joe Lee Johnson  | Larry Frank      | Elmo Langley     |
| 32 | 16-aug | Western North Carolina 500 | Asheville-Weaverville Speedway  | Bob Welborn      | Lee Petty        | Jack Smith       |
| 33 | 21-aug | Race 33                    | Bowman Gray Stadium             | Rex White        | Glen Wood        | Lee Petty        |
| 34 | 22-aug | Race 34                    | Greenville-Pickens Speedway     | Buck Baker       | Cotton Owens     | Ned Jarrett      |
| 35 | 29-aug | Race 35                    | Columbia Speedway               | Lee Petty        | Tiny Lund        | Fred Harb        |
| 36 | 7-sep  | Southern 500               | Darlington Raceway              | Jim Reed         | Bob Burdick      | Bobby Johns      |
| 37 | 11-sep | Buddy Shuman 250           | Hickory Motor Speedway          | Lee Petty        | Buck Baker       | Rex White        |
| 38 | 13-sep | Capital City 200           | Richmond International Raceway  | Cotton Owens     | Lee Petty        | Tom Pistone      |
| 39 | 13-sep | Race 39                    | California State Fairgrounds9   | Eddie Gray       | Scotty Cain      | Danny Weinberg   |
| 40 | 20-sep | Race 40                    | Occoneechee Speedway            | Lee Petty        | Cotton Owens     | Richard Petty    |
| 41 | 27-sep | Old Dominion 500           | Martinsville Speedway           | Rex White        | Glen Wood        | Jim Reed         |
| 42 | 11-okt | Race 42                    | Asheville-Weaverville Speedway  | Lee Petty        | Glen Wood        | Jack Smith       |
| 43 | 18-okt | Wilkes 160                 | North Wilkesboro Speedway       | Lee Petty        | Rex White        | Richard Petty    |
| 44 | 25-okt | Lee Kirby 300              | Concord Speedway2               | Jack Smith       | Lee Petty        | Buck Baker       |

- 1 Er werden tussen 1958 en 1959 vier races gehouden in Fayetteville op de Champion Speedway.
- 2 Er werden tussen 1956 en 1964 twaalf races gehouden in Concord op de Concord Speedway.
- 3 Er werden tussen 1951 en 1959 elf races gehouden in Atlanta op de Lakewood Speedway.
- 4 Er werden tussen 1951 en 1960 twaalf races gehouden in Wilson op de Wilson Speedway.
- 5 Er werd in 1958 en 1959 een race gehouden in Reading op de Reading Fairgrounds.
- 6 Er werden tussen 1957 en 1961 drie races gehouden in Los Angeles op de Ascot Stadium.
- 7 Er werden tussen 1949 en 1961 vier races gehouden in Pittsburgh op de Heidelberg Raceway.
- 8 Er werden tussen 1958 en 1965 negen races gehouden in Myrtle Beach op de Rambi Raceway.
- 9 Er werden tussen 1956 en 1961 zes races gehouden in Sacramento op de California State Fairgrounds.

## Eindstand - Top 10
| 1  | Lee Petty       | 11792 |
| 2  | Cotton Owens    | 9962  |
| 3  | Speedy Thompson | 7684  |
| 4  | Herman Beam     | 7396  |
| 5  | Buck Baker      | 7170  |
| 6  | Tom Pistone     | 7050  |
| 7  | L.D. Austin     | 6519  |
| 8  | Jack Smith      | 6150  |
| 9  | Jim Reed        | 5744  |
| 10 | Rex White       | 5526  |